# Casa de Carmen Alto 236
La Casa de Calle Carmen Alto N° 236 es una casona colonial ubicada en la calle Carmen Alto del barrio de San Blas en el centro histórico del Cusco, Perú.
Desde 1972 el inmueble forma parte de la Zona Monumental del Cusco declarada como Monumento Histórico del Perú. Asimismo, en 1983 al ser parte del casco histórico de la ciudad del Cusco, forma parte de la zona central declarada por la UNESCO como Patrimonio Cultural de la Humanidad.
Casa de un patio y dos niveles con dos frentes, el principal hacia la Calle Carmen Alto con portada con dintel de madera y puerta postigo. Resalta el balcón de cajón de profusa talla sustentado sobre ménsulas y cubierto por tejaroz cuyo antepecho está compuesto por tres hiladas de casetones decorados y calados con exquisitos diseños. Es importante mencionar que hasta hace poco, este importante balcón presentaba portañuelas.